# ザ・ヴィジターズ (ABBAの曲)
「ザ・ヴィジターズ」（原題：The Visitors）は、スウェーデンの音楽グループABBAが、1982年にリリースした26枚目のシングル。

## 概要
- リード・ヴォーカルはアンニ＝フリッド・リングスタッド。
- 「ヘッド・オーヴァー・ヒールズ」との両A面シングルとして発売された。多くの国では「ヘッド・オーヴァー・ヒールズ」を1曲目として収録したが、アメリカなど一部の国では本曲が1曲目となっている。
- 曲の歌詞はソビエト連邦における反体制派への迫害を扱ったものである[1][2]。

## 評価
ローリング・ストーンが選ぶ「最も素晴らしいABBAの曲」のランキングでは7位に選ばれた。